# Jack Pierce (lekkoatleta)
Jack Warren Pierce (ur. 23 września 1962 w Cherry Chill) – amerykański lekkoatleta specjalizujący się w biegu na 110 m przez płotki.
Na Igrzyskach Olimpijskich w Barcelonie w 1992 zdobył brązowy medal olimpijski. Do jego osiągnięć należą również dwa medale mistrzostw świata: srebrny (1991) i brązowy (1993). Dwukrotnie był mistrzem Stanów Zjednoczonych (1992, 1993). Swój rekord życiowy (12,94) ustanowił w 1996 w Atlancie.